# Thượng Nghị viện Vương quốc Liên hiệp Anh và Bắc Ireland

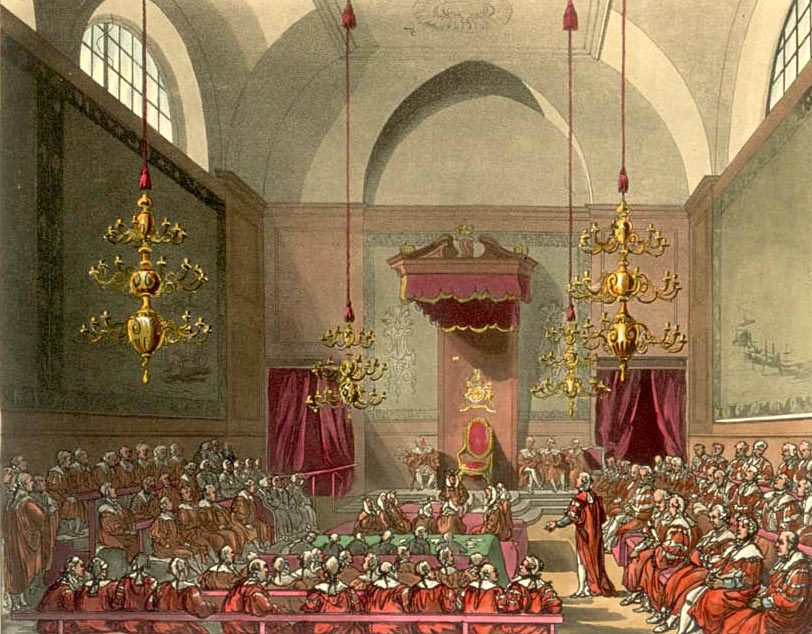
Tranh vẽ Viện Quý Tộc ngày xưa. Viện này bị cháy năm 1834.

Viện Quý tộc (tiếng Anh: House of Lords) là thượng viện của Quốc hội Vương quốc Liên hiệp Anh và Bắc Ireland. Giống như Hạ viện là Viện Thứ dân (House of Commons), nó nhóm họp tại Cung điện Westminster ở Luân Đôn, Vương quốc Anh. Là một trong những thể chế lâu đời nhất trên thế giới, nguồn gốc của nó bắt đầu từ thế kỷ XI và Chế độ lưỡng viện của nó bắt đầu vào thế kỷ XIII.
Ngược lại với Hạ viện, tư cách thành viên của Thượng viện thường có được không thông qua bầu cử. Hầu hết các thành viên được bổ nhiệm suốt đời, trên cơ sở chính trị hoặc phi chính trị. Tư cách thành viên theo truyền thống đã bị bãi bỏ vào năm 1999, ngoại trừ 92 quý tộc được cha truyền con nối: 90 người được bầu thông qua các cuộc bầu cử nội bộ, cộng với Bá tước Nguyên soái (Earl Marshal) và Lãnh chúa Đại thị thần (Lord Great Chamberlain) là thành viên đương nhiên. Không còn thành viên nào trực tiếp kế thừa ghế của mình nữa. Viện Quý tộc cũng bao gồm 26 tổng giám mục và giám mục của Giáo hội Anh, được gọi là Lãnh chúa Tinh thần (Lords Spiritual). Kể từ năm 2014, tư cách thành viên có thể tự nguyện từ bỏ hoặc chấm dứt sau khi bị trục xuất.
Là Thượng viện của Quốc hội, Viện Quý tộc có nhiều chức năng tương tự như Hạ viện. Nó xem xét kỹ lưỡng pháp chế, yêu cầu chính phủ giải trình, xem xét và báo cáo về chính sách công. Các quý tộc cũng có thể tìm cách đưa ra luật hoặc đề xuất sửa đổi dự luật. Mặc dù không thể ngăn cản việc các dự luật được thông qua thành luật, ngoại trừ một số trường hợp hạn chế nhất định, nhưng nó có thể trì hoãn việc ban hành các dự luật lên đến 1 năm. Với tư cách là một cơ quan độc lập khỏi áp lực của tiến trình chính trị, Viện Quý tộc được cho là hoạt động như một "phòng sửa đổi" tập trung vào chi tiết lập pháp, đồng thời thỉnh thoảng yêu cầu Hạ viện xem xét lại kế hoạch của mình.
Mặc dù những thành viên trong Viện Quốc tộc cũng có thể giữ chức vụ bộ trưởng trong Nội các chính phủ, nhưng họ thường chỉ được chọn làm bộ trưởng cấp dưới. Thượng viện không kiểm soát nhiệm kỳ của thủ tướng hoặc chính phủ; chỉ Hạ viện mới có thể bỏ phiếu yêu cầu thủ tướng từ chức hoặc kêu gọi bầu cử. Không giống như Hạ viện có số ghế xác định, số lượng thành viên trong Viện Quý tộc không cố định. Hiện tại, nó có 781 thành viên. Viện Quý tộc là thượng viện duy nhất trên thế giới có số thành viên đông hơn hạ viện, và là viện lập pháp lớn thứ hai trên thế giới, chỉ xếp sau Đại hội đại biểu Nhân dân toàn quốc (National People's Congress).
Bài phát biểu của Nhà vua được đọc tại phòng của Viện Quý tộc trong Lễ khai mạc Quốc hội. Ngoài vai trò là thượng viện, Viện Quý tộc, thông qua các Thượng nghị sĩ, còn đóng vai trò là tòa phúc thẩm cuối cùng trong hệ thống tư pháp Vương quốc Liên hiệp Anh và Bắc Ireland cho đến khi Tòa án Tối cao được thành lập vào năm 2009. Viện Quý tộc cũng có vai trò của Giáo hội Anh, trong đó, các Biện pháp của Giáo hội phải được Lãnh chúa Tinh thần đưa ra trong Viện.

## Lịch sử
Trên thực tế, Quốc hội Vương quốc Liên hiệp Anh và Bắc Ireland ngày nay phần lớn có nguồn gốc từ Nghị viện Anh, thông qua Hiệp ước Liên minh năm 1706 và Đạo luật Liên minh 1707 thực hiện và thi hành Hiệp ước năm 1707 và thành lập một Quốc hội mới của Đại Anh để thay thế Nghị viện Anh và Nghị viện Scotland. Trên thực tế, quốc hội mới này là sự tiếp nối của Nghị viện Anh với việc bổ sung 45 thành viên (nghị sĩ) và 16 Nghị sĩ đại diện cho Scotland.
Viện Quý tộc được phát triển từ "Đại hội đồng" (Magnum Concilium) cố vấn cho nhà vua trong thời trung cổ, có niên đại từ đầu thế kỷ XI. Hội đồng hoàng gia này bao gồm các giáo sĩ, quý tộc và đại diện của các hạt của Anh và xứ Wales (sau đó là đại diện của các hạt). Nghị viện Anh đầu tiên thường được coi là Nghị viện Simon de Montfort (tổ chức năm 1265) hoặc "Nghị viện kiểu mẫu" (tổ chức năm 1295), bao gồm các tổng giám mục, giám mục, tu viện trưởng, bá tước, nam tước và đại diện của các hạt.
Quyền lực của Nghị viện tăng trưởng chậm, dao động khi sức mạnh của chế độ quân chủ tăng lên hay suy giảm. Ví dụ, trong phần lớn thời kỳ trị vì của Edward II của Anh (1307–1327), giới quý tộc là có nhiều quyền lực, Vương quyền trở yếu đuối, còn các đại diện cấp hạt hoàn toàn bất lực.
Trong thời trị vì của người kế vị Vua Edward II là Edward III, Nghị viện được phân chia rõ ràng thành hai viện riêng biệt: Viện thứ dân (bao gồm các đại diện cấp hạt) và Viện quý tộc (bao gồm các tổng giám mục, giám mục, tu viện trưởng và giới quý tộc). Quyền lực của Nghị viện tiếp tục tăng lên, và trong đầu thế kỷ XV, cả hai Viện đều thực thi quyền lực ở một mức độ chưa từng thấy trước đây. Các Lãnh chúa quyền lực hơn nhiều so với Viện thứ dân vì ảnh hưởng lớn của các địa chủ lớn và các quan chức của vương quốc.
Quyền lực của giới quý tộc suy giảm trong các cuộc nội chiến vào cuối thế kỷ XV, được gọi là Chiến tranh Hoa Hồng. Phần lớn giới quý tộc đã bị giết trên chiến trường hoặc bị xử tử vì tham gia chiến tranh, và nhiều tài sản quý tộc bị mất vào tay Vương quyền. Hơn nữa, chế độ phong kiến đang lụi tàn, quân đội phong kiến do các nam tước kiểm soát trở nên lỗi thời. Henry VII của Anh (1485–1509) đã xác lập rõ ràng quyền lực tối cao của quân chủ, được biểu tượng bằng "Vương miện Hoàng gia". Sự thống trị của Chủ quyền tiếp tục phát triển dưới thời trị vì của các vị Quân chủ Nhà Tudor vào thế kỷ XVI. Vương quyền ở đỉnh cao quyền lực dưới thời trị vì của Henry VIII của Anh (1509–1547).
Viện Quý tộc vẫn có quyền lực hơn Hạ viện, nhưng Hạ viện tiếp tục phát triển ảnh hưởng, đạt đến đỉnh cao trong mối quan hệ với Viện Quý tộc vào giữa thế kỷ XVII. Xung đột giữa Nhà vua và Nghị viện (phần lớn là Hạ viện) cuối cùng đã dẫn đến Nội chiến Anh trong những năm 1640. Năm 1649, sau thất bại và bị xử tử của Vua Charles I, Thịnh vượng chung Anh được tuyên bố thành lập thay cho chế độ quân chủ trước đó, nhưng quốc gia này thực sự nằm dưới sự kiểm soát chung của Oliver Cromwell, Người nắm chức Bảo hộ công của Anh, Scotland và Ireland.
Viện Quý tộc trở thành một cơ quan gần như bất lực, với Cromwell và những người ủng hộ ông trong Hạ viện thống trị Chính phủ. Vào ngày 19 tháng 3 năm 1649, Viện Quý tộc bị bãi bỏ bởi một Đạo luật Nghị viện, trong đó tuyên bố rằng "Quận ủy Anh [nhận thấy] qua kinh nghiệm quá lâu rằng Viện Quý tộc là vô dụng và nguy hiểm đối với người dân Anh." Viện Quý tộc không tập hợp lại cho đến khi Nghị viện Quy ước họp vào năm 1660 và chế độ quân chủ được khôi phục. Nó trở lại vị trí cũ là một viện trong Quốc hội và là viện quyền lực nhất—một vị trí mà nó sẽ chiếm giữ cho đến thế kỷ XIX.

### Thế kỉ 19

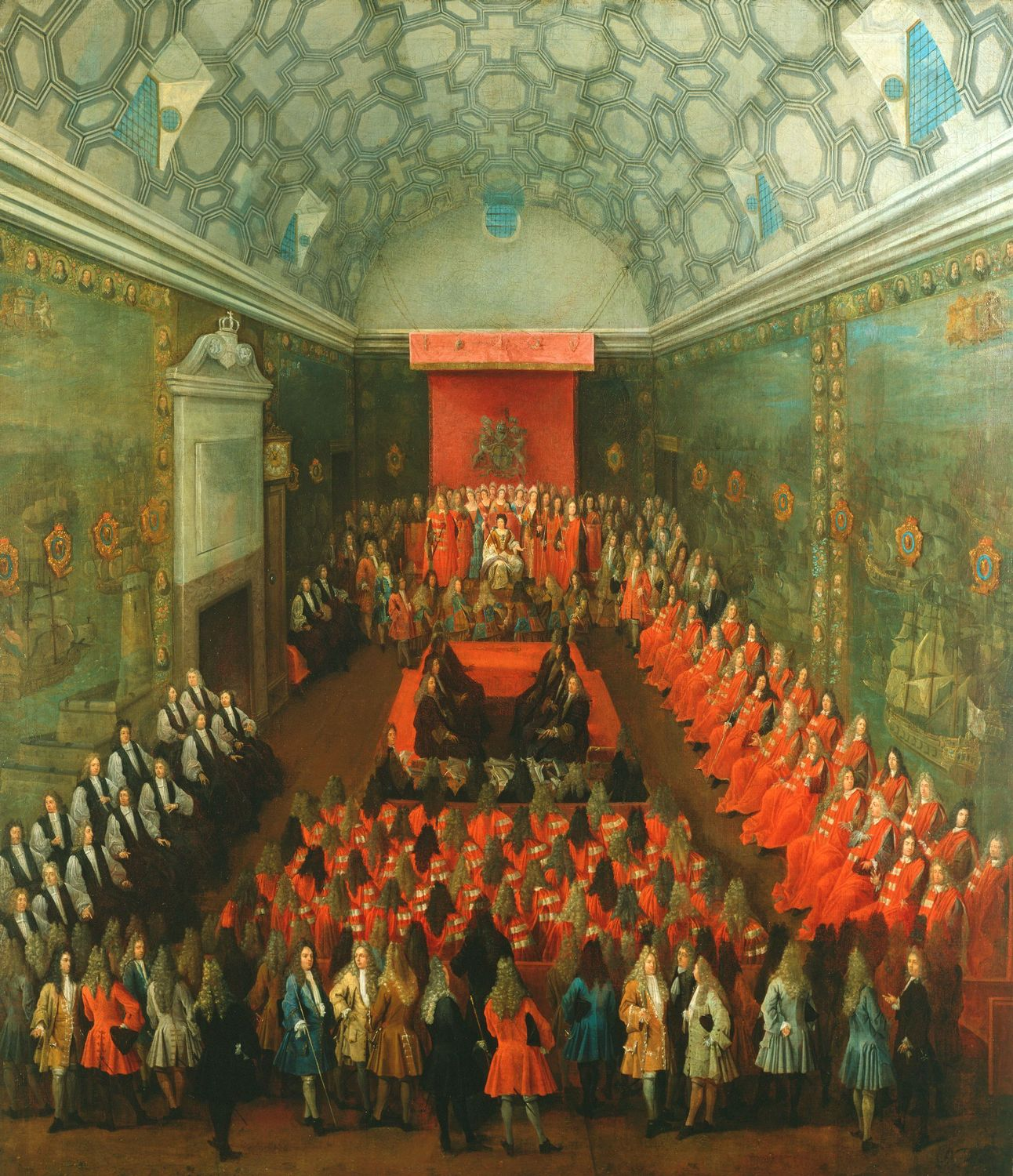
Nữ vương Anne I phát biểu trước Hạ viện, c. 1708–1714, vẽ bởi Peter Tillemans

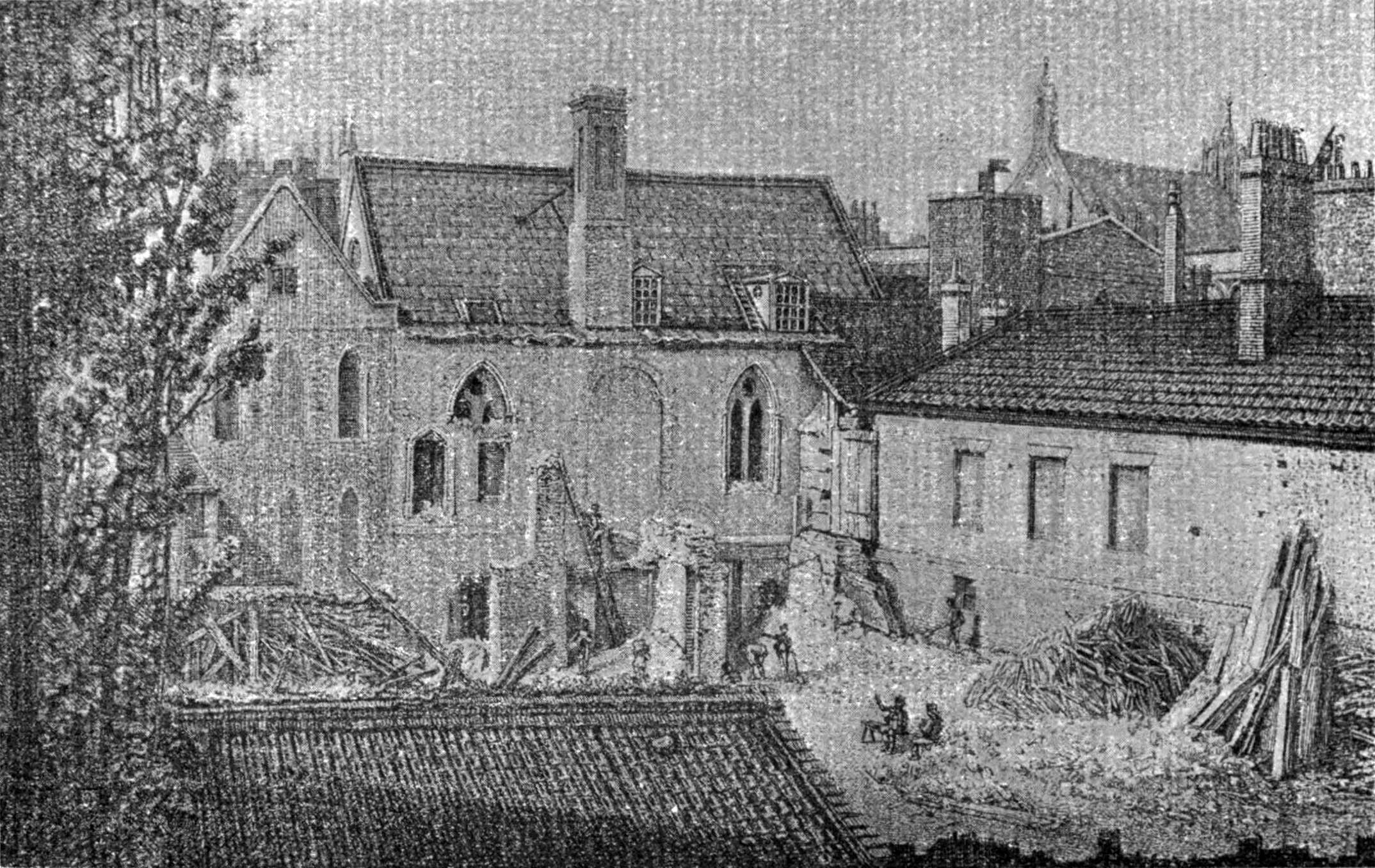
Một hình minh họa đầu thế kỷ 19 cho thấy bức tường phía Đông của Viện Quý tộc ở trung tâm.

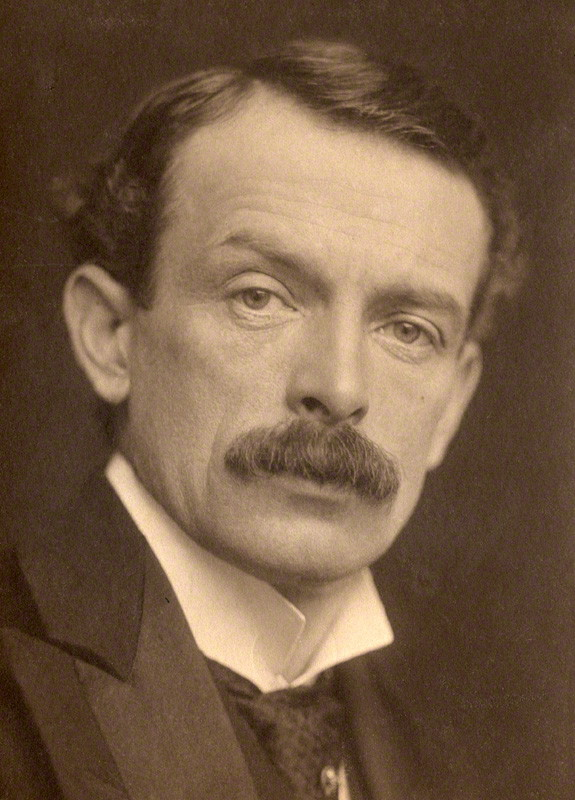
Việc bác bỏ Ngân sách nhân dân, do David Lloyd George (ở trên) đề xuất, đã gây ra một cuộc khủng hoảng chính trị vào năm 1909.

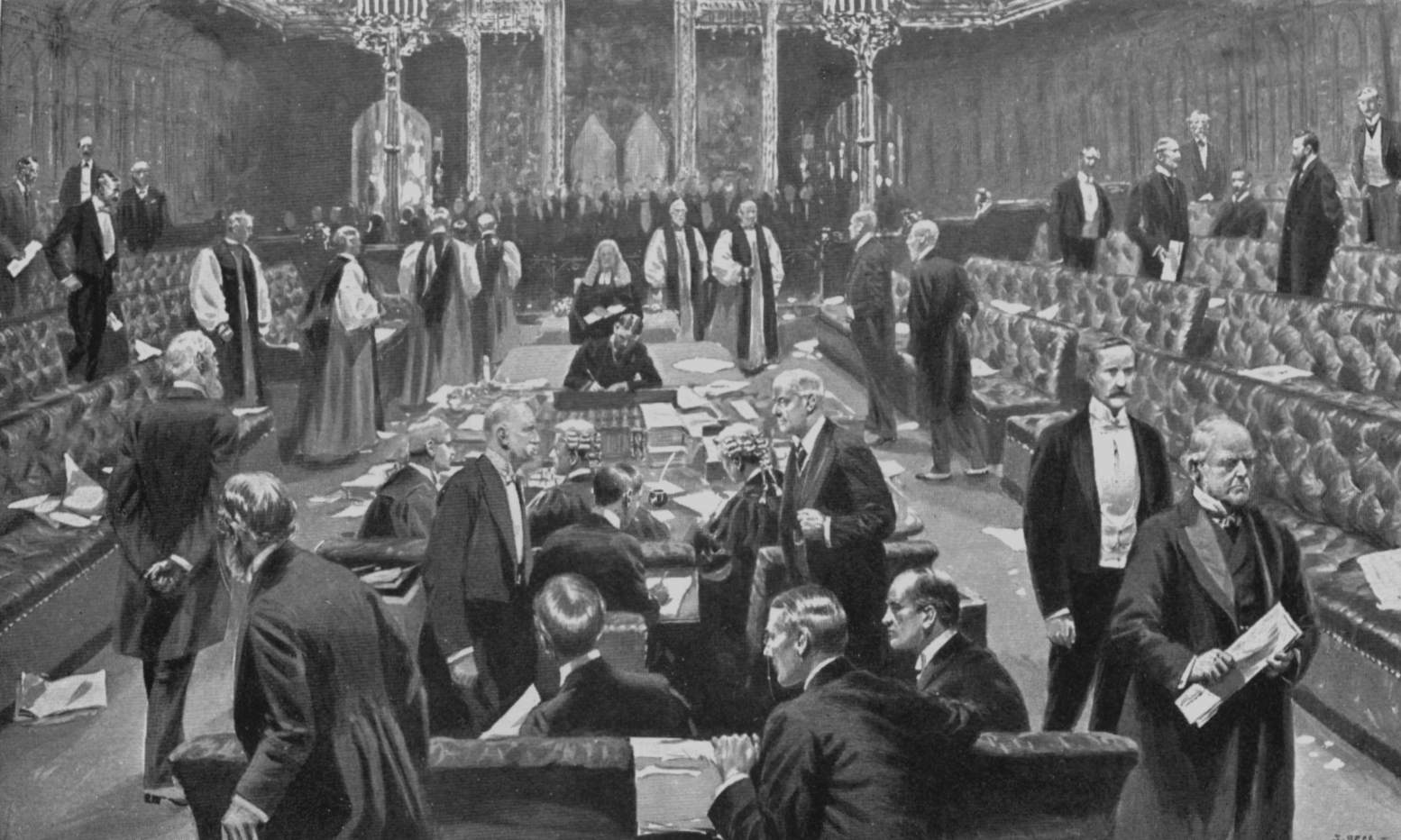
Viện Quý tộc bỏ phiếu cho Đạo luật Nghị viện 1911

Thế kỷ XIX được đánh dấu bằng một số thay đổi đối với Viện Quý tộc. Viện này, từng là một cơ quan chỉ có khoảng 50 thành viên, đã được mở rộng đáng kể nhờ sự phóng khoáng của Vua George III và những người kế nhiệm ông trong việc tạo ra các đẳng cấp quý tộc. Do đó, ảnh hưởng cá nhân của các Lãnh chúa Nghị viện (Thượng nghị sĩ) đã giảm đi.
Hơn nữa, quyền lực của Viện nói chung giảm đi, trong khi quyền lực của Hạ viện lại tăng lên. Đặc biệt đáng chú ý trong sự phát triển tính ưu việt của Hạ viện là Đạo luật Cải cách 1832. Hệ thống bầu cử của Hạ viện còn lâu mới mang tính dân chủ: hạng mức tài sản đã hạn chế đáng kể quy mô cử tri và ranh giới của nhiều khu vực bầu cử không được thay đổi trong nhiều thế kỷ. Toàn bộ các thành phố như Manchester thậm chí không có một đại diện nào trong Hạ viện, trong khi 11 cử tri của Old Sarum vẫn giành được quyền bầu cử 2 nghị sĩ từ xa xưa dù sống ở nơi khác. Một hạt nhỏ dễ bị hối lộ và thường nằm dưới sự kiểm soát của một người bảo trợ, người được đề cử đảm bảo sẽ thắng cử. Một số quý tộc là khách hàng quen của nhiều "hạt bỏ túi", và do đó kiểm soát một phần đáng kể thành viên của Hạ viện.
Khi Hạ viện thông qua Dự luật Cải cách để sửa chữa một số điểm bất thường này vào năm 1831, Viện Quý tộc đã bác bỏ đề xuất này. Tuy nhiên, mục tiêu cải cách phổ biến vẫn không bị Bộ từ bỏ, bất chấp dự luật bị bác bỏ lần thứ hai vào năm 1832. Thủ tướng Charles Grey, Bá tước Grey thứ 2 khuyên Nhà vua nên áp đảo những người phản đối dự luật trong Viện Quý tộc bằng cách tạo ra khoảng 80 người đồng cấp mới ủng hộ Cải cách. Vua William IV ban đầu lưỡng lự trước đề xuất này, điều này thực sự đe dọa đến sự phản đối của Viện Quý tộc, nhưng cuối cùng đã nhượng bộ.
Tuy nhiên, trước khi các đồng cấp mới được thành lập, các Lãnh chúa phản đối dự luật đã thừa nhận thất bại và bỏ phiếu trắng, cho phép thông qua dự luật. Cuộc khủng hoảng đã làm tổn hại đến ảnh hưởng chính trị của Viện Quý tộc nhưng không hoàn toàn chấm dứt nó. Một cuộc cải cách quan trọng đã được chính các Lãnh chúa thực hiện vào năm 1868, khi họ thay đổi mệnh lệnh thường trực để bãi bỏ việc bỏ phiếu ủy quyền, ngăn cản các Lãnh chúa bỏ phiếu mà không gặp khó khăn khi tham dự.  Trong suốt thế kỷ này, quyền lực của thượng viện tiếp tục bị giảm dần, đỉnh điểm là vào thế kỷ XX với Đạo luật Nghị viện 1911; Viện thứ dân dần dần trở thành Viện mạnh hơn.

### Thế kỷ 20
Vị thế của Viện Quý tộc trở lại vị trí quyền lực đứng đầu trong các cuộc tranh luận sau cuộc bầu cử Chính phủ Tự do vào năm 1906. Năm 1909, Bộ trưởng Tài chính, David Lloyd George, đệ trình lên Hạ viện "Ngân sách Nhân dân", đề xuất một chính sách thuế đất nhắm vào các chủ đất giàu có. Tuy nhiên, biện pháp phổ biến đã bị đánh bại trong Viện Quý tộc nặng nề bảo thủ.
Sau khi biến quyền lực của Viện Quý tộc trở thành vấn đề chính trong chiến dịch tranh cử, Đảng Tự do đã được bầu lại trong gang tấc vào tháng 1 năm 1910. Đảng Tự do đã mất phần lớn sự ủng hộ của họ đối với các Lãnh chúa, vốn thường xuyên bác bỏ các dự luật của Đảng Tự do. Thủ tướng H. H. Asquith sau đó đề xuất cắt giảm nghiêm ngặt quyền lực của Viện Quý tộc. Sau một cuộc tổng tuyển cử tiếp theo vào tháng 12 năm 1910, và với lời hứa miễn cưỡng của Vua George V là tạo ra đủ những người đồng cấp mới của Đảng Tự do để vượt qua sự phản đối của các Lãnh chúa Nghị viện đối với biện pháp này nếu cần thiết, Chính phủ Asquith đã bảo đảm việc thông qua một dự luật nhằm hạn chế quyền lực của Viện Quý tộc. Đạo luật Nghị viện 1911 đã bãi bỏ một cách hiệu quả quyền của Viện Quý tộc trong việc bác bỏ luật hoặc sửa đổi nó theo cách mà Hạ viện không thể chấp nhận được; và hầu hết các dự luật có thể bị trì hoãn không quá 3 phiên họp quốc hội hoặc hai năm dương lịch. Nó không phải là một giải pháp lâu dài; những cải cách toàn diện hơn đã được lên kế hoạch. Tuy nhiên, không bên nào theo đuổi cải cách một cách nhiệt tình và ghế trong Viện Quý tộc chủ yếu vẫn là cha truyền con nối. Đạo luật Nghị viện 1949 đã giảm bớt quyền trì hoãn của Viện Quý tộc xuống còn hai phiên họp hoặc một năm. Năm 1958, bản chất chủ yếu là cha truyền con nối của Viện Quý tộc đã được thay đổi bởi Đạo luật Đẳng cấp quý tập trọn đời 1958, cho phép tạo ra các Tòng nam tước một đời, không có giới hạn về số lượng. Số lượng đẳng cấp quý tộc trọn đời sau đó tăng dần lên, mặc dù không ở mức cố định.
Đảng Lao động, trong hầu hết thế kỷ XX, đã có một cam kết, dựa trên sự phản đối lịch sử của đảng đối với đặc quyền giai cấp, là bãi bỏ Viện Quý tộc, hoặc ít nhất là bãi bỏ yếu tố cha truyền con nối ra khỏi viện này. Năm 1968, Chính phủ Đảng Lao động của Harold Wilson đã cố gắng cải tổ Viện Quý tộc bằng cách đưa ra một hệ thống theo đó những người kế nhiệm sẽ được phép ở lại Viện Quý tộc và tham gia tranh luận, nhưng sẽ không thể bỏ phiếu. Tuy nhiên, kế hoạch này đã bị phản đối tại Hạ viện bởi liên minh gồm những người Bảo thủ theo chủ nghĩa truyền thống (chẳng hạn như Enoch Powell) và các thành viên Đảng Lao động tiếp tục ủng hộ việc bãi bỏ hoàn toàn Thượng viện (chẳng hạn như Michael Foot).
Khi Foot trở thành lãnh đạo Đảng Lao động vào năm 1980, việc bãi bỏ Viện Quý tộc đã trở thành một phần trong chương trình nghị sự của đảng; Tuy nhiên, dưới thời người kế nhiệm ông, Neil Kinnock, một Thượng viện cải cách đã được đề xuất thay thế. Trong khi đó, việc tạo ra các đẳng cấp cha truyền con nối mới (trừ các thành viên của Hoàng gia) đã bị ngăn chặn, ngoại trừ ba đẳng cấp được tạo ra dưới thời chính quyền của Thủ tướng Đảng Bảo thủ Margaret Thatcher vào những năm 1980.
Trong khi một số quý tộc cha truyền con nối tỏ ra thờ ơ nhất, thì những cam kết rõ ràng của Đảng Lao động vẫn không bị mất đi đối với Merlin Hanbury-Tracy, Nam tước Sudeley thứ 7, người trong nhiều thập kỷ được coi là chuyên gia về Viện Quý tộc. Vào tháng 12 năm 1979, Monday Club đã xuất bản bài báo mở rộng của ông có tựa đề "Cải cách Lãnh chúa - Tại sao lại can thiệp Viện Quý tộc?" (Lords Reform – Why tamper with the House of Lords?) và vào tháng 7 năm 1980, The Monarchist đăng một bài báo khác của Sudeley có tựa đề "Tại sao phải cải cách hay bãi bỏ Viện Quý tộc?" (Why Reform or Abolish the House of Lords?). Năm 1990, ông viết thêm một tập sách nhỏ cho Monday Club với tựa đề "Việc bảo tồn Viện Quý tộc".

### Thế kỷ 21
Vào năm 2019, một cuộc điều tra kéo dài 7 tháng của Naomi Ellenbogen QC cho thấy cứ năm nhân viên của Viện Quý tộc thì có một người đã từng bị bắt nạt hoặc quấy rối nhưng họ không báo cáo vì sợ bị trả thù. Trước đó là một số trường hợp, bao gồm cả Đảng viên Đảng Dân chủ Tự do Anthony Lester, Nam tước Lester xứ Herne Hill, các Lãnh chúa Nghị viện lợi dụng chức vụ của mình để quấy rối hoặc lạm dụng tình dục phụ nữ.

#### Đề xuất di chuyển
Vào ngày 19 tháng 1 năm 2020, có thông báo rằng Viện Quý tộc có thể được chuyển từ London đến một thành phố ở miền Bắc nước Anh, có thể là York hoặc Birmingham, ở Midlands, trong nỗ lực "kết nối lại" khu vực. Không rõ Bài phát biểu của Nhà vua sẽ được tiến hành như thế nào trong trường hợp trụ sở thượng viện bị di dời. Ý tưởng này đã bị nhiều quý tộc đón nhận một cách tiêu cực.

### Cải cách

#### Sự thừa nhận đầu tiên cho phụ nữ
Không có phụ nữ nào ngồi trong Viện Quý tộc cho đến năm 1958, khi một số ít vào viện do Đạo luật Đẳng cấp quý tộc trọn đời 1958. Một trong số đó là Irene Curzon, Nữ nam tước Ravensdale thứ 2, người đã kế thừa tước vị của cha cô vào năm 1925 và được phong làm quý tộc đồng cấp để cô có thể sở hữu một ghế trong Viện Quý tộc. Sau một chiến dịch kéo dài trong một số trường hợp đến tận những năm 1920, 12 phụ nữ khác, những người nắm giữ tước vị cha truyền con nối, đã được thừa nhận với việc thông qua Đạo luật Đẳng cấp quý tộc 1963.

#### Kỷ nguyên Đảng Lao động mới
Đảng Lao động đưa vào tuyên ngôn tổng tuyển cử năm 1997 một cam kết loại bỏ đẳng cấp quý tộc cha truyền con nối khỏi Viện Quý tộc. Chiến thắng trong cuộc bầu cử tiếp theo của họ vào năm 1997 dưới thời Tony Blair đã dẫn đến sự kết thúc của Viện Quý tộc truyền thống. Chính phủ Lao động đưa ra luật trục xuất tất cả những người quý tộc cha truyền con nối khỏi Thượng viện như một bước đầu tiên trong cuộc cải cách của Viện Quý tộc. Tuy nhiên, như một phần của thỏa hiệp, nó đã đồng ý cho phép 92 quý tộc cha truyền con nối ở lại cho đến khi cải cách hoàn tất. Do đó, tất cả ngoại trừ 92 quý tộc cha truyền con nối đều bị trục xuất theo Đạo luật Viện Quý tộc 1999 (xem bên dưới để biết các điều khoản của nó), khiến Viện Quý tộc chủ yếu là một viện được bổ nhiệm.
Tuy nhiên, kể từ năm 1999, không có cải cách nào nữa được thực hiện. Ủy ban Wakeham đề xuất giới thiệu 20% thành viên được bầu vào Thượng viện, nhưng kế hoạch này đã bị chỉ trích rộng rãi. Một Ủy ban hỗn hợp quốc hội được thành lập năm 2001 để giải quyết vấn đề, nhưng không đạt được kết luận nào mà thay vào đó đưa ra cho Quốc hội 7 phương án để lựa chọn (bổ nhiệm toàn bộ, bầu 20%, bầu 40%, bầu 50%, bầu 60%, bầu 80% , và được bầu lên toàn bộ). Trong một loạt phiếu khó hiểu vào tháng 2 năm 2003, tất cả các phương án này đều bị phản đối, mặc dù phương án được bầu 80% chỉ giảm ba phiếu trong Hạ viện. Các nghị sĩ Đảng Xã hội ủng hộ việc bãi bỏ hoàn toàn đã bỏ phiếu chống lại tất cả các lựa chọn.
Năm 2005, một nhóm nghị sĩ cấp cao thuộc nhiều đảng phái (Kenneth Clarke, Paul Tyler, Tony Wright, George Young và Robin Cook) đã công bố một báo cáo đề xuất rằng 70% thành viên của Viện Quý tộc nên được bầu - mỗi thành viên có nhiệm kỳ hạn dài – bằng hệ thống bỏ phiếu có thể chuyển nhượng duy nhất. Hầu hết những người còn lại sẽ được Ủy ban bổ nhiệm để đảm bảo sự kết hợp giữa "kỹ năng, kiến thức và kinh nghiệm". Đề xuất này cũng không được thực hiện. Một sáng kiến chiến dịch liên đảng có tên "Bầu các lãnh chúa" đã được thành lập để hỗ trợ cho Thượng viện được bầu với tỷ lệ đa số trong thời gian diễn ra cuộc tổng tuyển cử năm 2005.
Tại cuộc bầu cử năm 2005, Đảng Lao động đề xuất cải cách Viện Quý tộc hơn nữa nhưng không có chi tiết cụ thể. Đảng Bảo thủ, trước năm 1997, đã phản đối bất kỳ sự can thiệp nào vào Viện Quý tộc, ủng hộ 80% các Lãnh chúa được bầu, trong khi Đảng Dân chủ Tự do kêu gọi một Thượng viện được bầu cử toàn bộ. Trong năm 2006, một ủy ban liên đảng đã thảo luận về cải cách Viện Quý tộc, với mục đích đạt được sự đồng thuận: những phát kiến của nó được công bố vào đầu năm 2007.
Vào ngày 7 tháng 3 năm 2007, các thành viên của Hạ viện đã bỏ phiếu 10 lần về nhiều ý kiến thay thế cho Thượng viện. Việc bãi bỏ hoàn toàn, được bổ nhiệm toàn bộ, được bầu 20%, được bầu 40%, được bầu 50% và được bầu 60% đều lần lượt bị phản đối. Cuối cùng, cuộc bỏ phiếu cho 80% được bầu đã giành được 305 phiếu trên 267, và cuộc bỏ phiếu cho Viện Quý tộc được bầu toàn bộ đã giành được tỷ số thậm chí còn lớn hơn, 337 đến 224. Điều đáng chú ý là cuộc bỏ phiếu cuối cùng này đại diện cho đa số nghị sĩ.
Hơn nữa, việc kiểm tra tên các nghị sĩ bỏ phiếu ở mỗi khu vực cho thấy, trong số 305 người bỏ phiếu cho phương án được bầu 80%, có 211 người tiếp tục bỏ phiếu cho phương án được bầu 100%. Cho rằng cuộc bỏ phiếu này diễn ra sau cuộc bỏ phiếu 80% - kết quả đã được biết khi cuộc bỏ phiếu 100% diễn ra - điều này cho thấy sự ưu tiên rõ ràng đối với một Thượng viện được bầu hoàn toàn trong số những người đã bỏ phiếu cho lựa chọn duy nhất còn lại đã được thông qua. Tuy nhiên, đây chỉ là một cuộc bỏ phiếu mang tính biểu thị và nhiều rào cản chính trị và lập pháp vẫn phải vượt qua đối với những người ủng hộ Thượng viện được bầu. Các Lãnh chúa ngay sau đó đã bác bỏ đề xuất này và bỏ phiếu thành lập một Viện Quý tộc hoàn toàn được bổ nhiệm.
Vào tháng 7 năm 2008, Jack Straw, Bộ trưởng Bộ Tư pháp Anh và Đại Chưởng ấn, đã giới thiệu một sách trắng tới Hạ viện đề xuất thay thế Viện Quý tộc bằng một viện được bầu từ 80–100%, với một phần ba được bầu tại mỗi cuộc tổng tuyển cử, có nhiệm kỳ khoảng 12–15 năm. Sách trắng tuyên bố rằng, vì tầng lớp quý tộc sẽ hoàn toàn tách biệt khỏi tư cách thành viên của Thượng viện nên cái tên "House of Lords" sẽ không còn phù hợp nữa. Nó tiếp tục giải thích rằng đã có sự đồng thuận giữa các đảng để Viện được đổi tên thành "Thượng viện Vương quốc Liên hiệp Anh và Bắc Ireland"; tuy nhiên, để đảm bảo cuộc tranh luận vẫn diễn ra về vai trò của Thượng viện hơn là chức danh của nó, sách trắng đã giữ thái độ trung lập về vấn đề chức danh.
Vào ngày 30 tháng 11 năm 2009, Bộ quy tắc ứng xử dành cho các thành viên của Thượng viện đã được họ đồng ý. Một số sửa đổi đã được họ đồng ý vào ngày 30 tháng 3 năm 2010 và ngày 12 tháng 6 năm 2014.
Vụ bê bối về Vụ bê bối chi phí quốc hội Anh lên đến đỉnh điểm chỉ 6 tháng trước đó, và ban lãnh đạo Đảng Lao động dưới sự chỉ đạo của Janet Royall, Nam tước Royall xứ Blaisdon xác định rằng điều gì đó thông cảm nên được thực hiện.
Meg Russell đã nêu trong một bài báo, "Có phải Viện Quý tộc đã được cải tổ chưa?", ba đặc điểm cơ bản của một Viện Quý tộc hợp pháp:
Đầu tiên là cơ quan này phải có đủ quyền hạn đối với pháp luật để khiến chính phủ phải suy nghĩ kỹ trước khi đưa ra quyết định. Bà lập luận rằng Viện Quý tộc có đủ quyền lực để khiến nó trở nên phù hợp. (Trong năm đầu tiên của nhiệm kỳ, Thủ tướng Tony Blair đã bị đánh bại 38 lần trong Viện Quý tộc—nhưng đó là trước cuộc cải cách lớn với Đạo luật Viện Quý tộc 1999.)
Thứ hai, về thành phần của các Viện Quý tộc, Meg Russell gợi ý rằng thành phần phải khác biệt với Hạ viện, nếu không nó sẽ khiến các Lãnh chúa Nghị viện trở nên vô dụng.
Thứ ba là tính hợp pháp được nhận thức của các Lãnh chúa. Cô ấy tuyên bố, "Nói chung, tính hợp pháp đi kèm với bầu cử".

#### 2010–nay

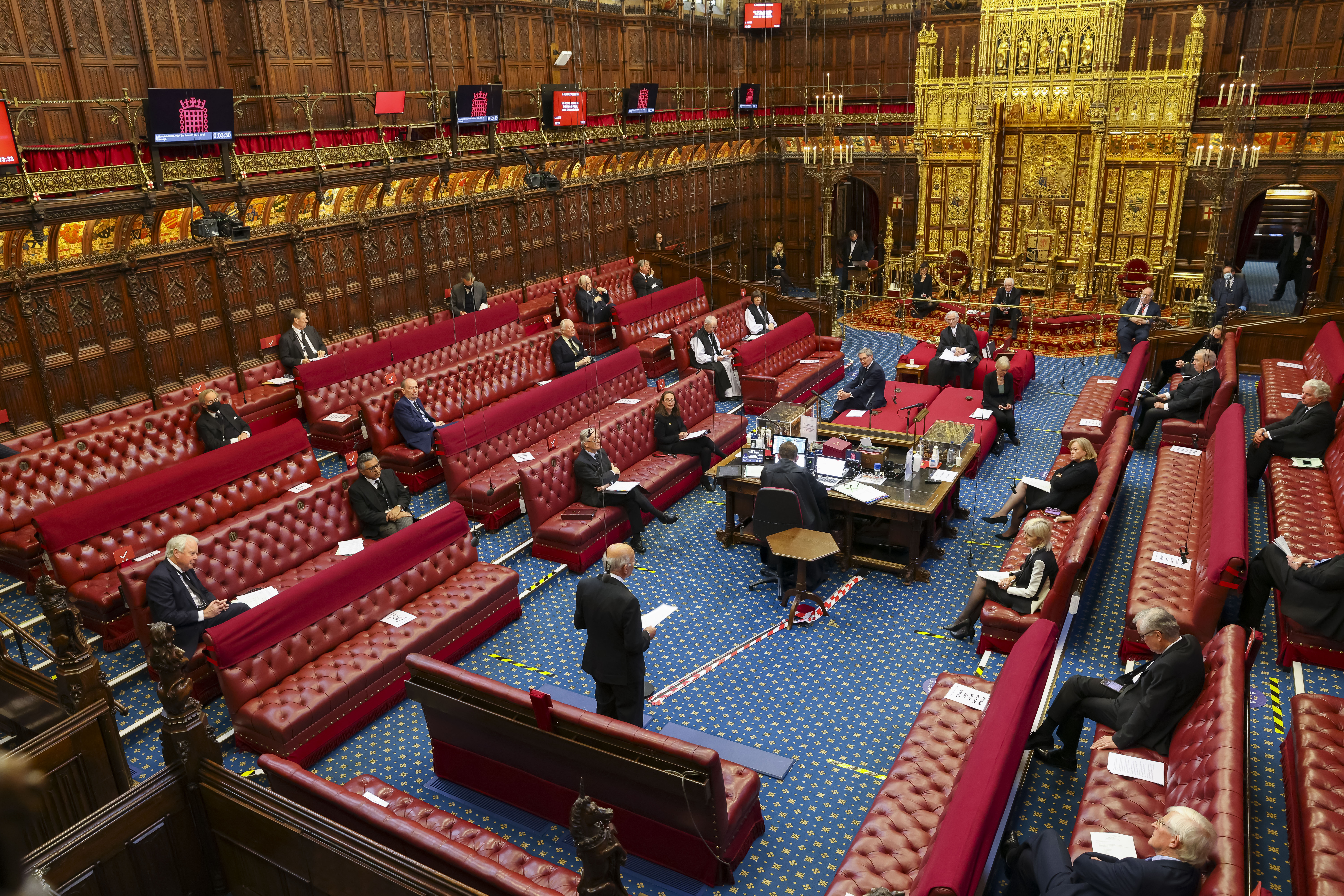
Viện Quý tộc bày tỏ lòng kính trọng đối với Vương tế Philip, Công tước xứ Edinburgh, ngày 12 tháng 4 năm 2021

Liên minh Bảo thủ-Dân chủ Tự do đã nhất trí, sau cuộc tổng tuyển cử năm 2010, phác thảo rõ ràng điều khoản về một viện thứ hai được bầu cử toàn bộ hoặc chủ yếu, được bầu theo đại diện theo tỷ lệ. Những đề xuất này đã gây ra một cuộc tranh luận vào ngày 29 tháng 6 năm 2010. Như một biện pháp tạm thời, việc bổ nhiệm những người ngang hàng mới sẽ phản ánh tỷ lệ phiếu bầu được đảm bảo bởi các đảng chính trị trong cuộc tổng tuyển cử vừa qua.
Các đề xuất chi tiết về cải cách Lãnh chúa Nghị viện, bao gồm dự thảo Dự luật Cải cách Viện Quý tộc, được xuất bản vào ngày 17 tháng 5 năm 2011. Chúng bao gồm một viện hỗn hợp gồm 300 thành viên, trong đó 80% sẽ được bầu. 20% nữa sẽ được bổ nhiệm và một số ghế sẽ được dành cho tổng giám mục và giám mục của Giáo hội Anh. Theo đề xuất, các thành viên cũng sẽ phục vụ các nhiệm kỳ không thế tục duy nhất trong 15 năm. Các cựu Hạ nghị sĩ sẽ được phép ứng cử vào Thượng viện, nhưng các thành viên của Thượng viện sẽ không được phép trở thành Hạ nghị sĩ ngay lập tức.
Các chi tiết của đề xuất là:
- Thượng viện sẽ tiếp tục được gọi là Viện Quý tộc vì mục đích lập pháp.
- Viện Quý tộc được cải cách nên có 300 thành viên, trong đó có 240 thành viên được bầu chọn và 60 thành viên được bổ nhiệm làm "Thành viên độc lập". Tối đa 12 tổng giám mục và giám mục của Giáo hội Anh có thể ngồi trong Thượng viện với tư cách là "Lãnh chúa Tinh thần".
- Các Thành viên được bầu sẽ phục vụ một nhiệm kỳ duy nhất là 15 năm, không thể gia hạn.
- Các cuộc bầu cử Lãnh chúa cải cách phải diễn ra cùng thời điểm với các cuộc bầu cử Hạ viện.
- Các Thành viên được bầu phải được bầu bằng hệ thống Bỏ phiếu có thể chuyển nhượng một lần đại diện theo tỷ lệ.
- Hai mươi Thành viên độc lập (một phần ba) sẽ đảm nhiệm ghế trong viện cải cách cùng thời điểm với các thành viên được bầu và trong cùng nhiệm kỳ 15 năm.
- Các Thành viên độc lập sẽ được Nhà vua bổ nhiệm sau khi được Thủ tướng đề xuất theo lời khuyên của Ủy ban bổ nhiệm.
- Sẽ không còn mối liên hệ nào giữa hệ thống đẳng cấp quý tộc và thành viên thượng viện.
- Quyền lực hiện tại của Viện Quý tộc sẽ không thay đổi và Hạ viện sẽ giữ nguyên tư cách là Nghị viện lập pháp chính.

Các đề xuất đã được xem xét bởi Ủy ban Hỗn hợp về Cải cách Thượng viện gồm cả Hạ nghị sĩ và Thượng nghị sĩ, ủy ban này đã đưa ra báo cáo cuối cùng vào ngày 23 tháng 4 năm 2012, đưa ra những đề xuất sau:
- Viện Quý tộc được cải cách nên có 450 thành viên.
- Các nhóm đảng, bao gồm cả Crossbenchers, nên chọn thành viên nào được giữ lại trong giai đoạn chuyển tiếp, với tỷ lệ phần trăm thành viên được phân bổ cho mỗi nhóm dựa trên tỷ lệ thành viên ngang hàng có tỷ lệ tham dự cao trong một khoảng thời gian nhất định.
- Tối đa 12 Lãnh chúa Tinh thần nên được giữ lại trong Viện Quý tộc đã được cải tổ.

Phó Thủ tướng Nick Clegg đã giới thiệu Dự luật Cải cách Viện Quý tộc 2012 vào ngày 27 tháng 6 năm 2012 được xây dựng dựa trên các đề xuất được công bố vào ngày 17 tháng 5 năm 2011. Tuy nhiên, Dự luật này đã bị Chính phủ bãi bỏ vào ngày 6 tháng 8 năm 2012, sau sự phản đối từ nội bộ Đảng Bảo thủ.

#### Đạo luật Cải cách Viện Quý tộc 2014
Dự luật Hóa đơn thành viên tư nhân nhằm đưa ra một số cải cách đã được Dan Byles đưa ra vào năm 2013. Đạo luật Cải cách Thượng viện 2014 đã nhận được sự đồng ý của Hoàng gia vào năm 2014. Theo luật mới:
- Tất cả các đồng nghiệp có thể nghỉ hưu hoặc từ chức khỏi viện (trước đó, chỉ những Lãnh chúa Nghị viện cha truyền con nối mới có thể từ chối quyền lực của họ).
- Các Lãnh chúa có thể bị loại vì không tham dự.
- Những Lãnh chúa có thể bị loại nếu nhận án tù từ một năm trở lên.[58]

#### Đạo luật Viện Quý tộc (Trục xuất và Đình chỉ) 2015
Đạo luật Viện Quý tộc (Trục xuất và Đình chỉ) 2015 cho phép Viện Quý tộc trục xuất hoặc đình chỉ các thành viên.

#### Đạo luật Lãnh chúa Tinh thần (Phụ nữ) 2015
Đạo luật này đưa ra điều khoản ưu tiên kết nạp các giám mục nữ của Giáo hội Anh vào Lãnh chúa Tinh thần hơn nam giới trong 10 năm sau khi bắt đầu (2015 đến 2025). Điều này xảy ra do Giáo hội Anh quyết định vào năm 2014 bắt đầu phong chức giám mục cho phụ nữ.
Vào năm 2015, Rachel Treweek, Giám mục xứ Gloucester, đã trở thành người phụ nữ đầu tiên giữ chức vụ Lãnh chúa Tinh thần trong Viện Quý tộc theo Đạo luật. Tính đến năm 2023, sáu nữ giám mục giữ chức vụ Lãnh chúa Tinh thần, năm người trong số họ đã được tăng tốc do Đạo luật này.

### Kích cỡ
Quy mô của Viện Quý tộc đã thay đổi rất nhiều trong suốt lịch sử của nó. Viện Quý tộc Anh—khi đó bao gồm 168 thành viên—được 16 Quý tộc Scotland gia nhập tại Westminster để đại diện cho tầng lớp quý tộc của Scotland—tổng cộng 184 quý tộc—trong Quốc hội đầu tiên của Đại Anh năm 1707. Thêm 28 thành viên Ireland đại diện cho quý tộc Ireland đã được bổ sung vào Quốc hội đầu tiên của Vương quốc Liên hiệp Anh và Bắc Ireland vào năm 1801. Từ khoảng 220 quý tộc vào thế kỷ XVIII, viện đã tiếp tục được mở rộng. Từ khoảng 850 thành viên vào năm 1951/52, con số này còn tăng hơn nữa khi có nhiều thành viên hơn sau Đạo luật Đẳng cấp quý tộc trọn đời 1958 và bao gồm tất cả các đồng nghiệp Scotland và các đồng nghiệp nữ đầu tiên trong Đạo luật Đẳng cấp quý tộc 1963. Nó đạt đến quy mô kỷ lục là 1.330 thành viên vào tháng 10 năm 1999, ngay trước cuộc cải cách lớn của Lãnh chúa Nghị viện (Đạo luật Viện Quý tộc 1999) đã giảm xuống còn 669, hầu hết là những quý tộc trọn đời, được thụ phong vào tháng 3 năm 2000.

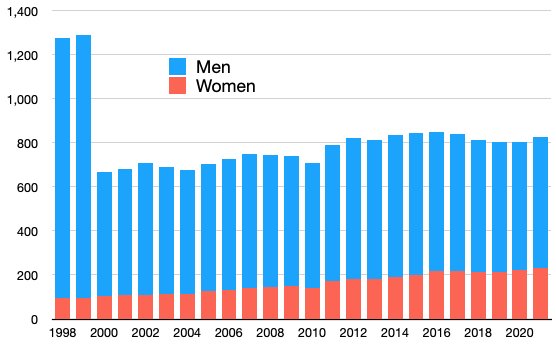
Số lượng thành viên của Viện Quý tộc kể từ năm 1998

Số thành viên của viện một lần nữa được mở rộng trong những thập kỷ tiếp theo, tăng lên trên 800 thành viên tích cực vào năm 2014 và thúc đẩy những cải cách hơn nữa trong Đạo luật Cải cách Viện Quý tộc 2014.
Vào tháng 4 năm 2011, một nhóm liên đảng gồm các cựu chính trị gia hàng đầu, bao gồm nhiều thành viên cấp cao của Viện Quý tộc, đã kêu gọi Thủ tướng David Cameron ngừng tạo ra những đẳng cấp quý tộc mới. Ông đã tạo ra 117 quý tộc mới từ khi nhậm chức vào tháng 5 năm 2010 đến khi rời nhiệm sở vào tháng 7 năm 2016, tốc độ thăng tiến nhanh hơn bất kỳ Thủ tướng nào trong lịch sử nước Anh; đồng thời chính phủ của ông đã cố gắng (vô ích) giảm 50 thành viên Hạ viện, từ 650 xuống 600 nghị sĩ.
Vào tháng 8 năm 2014, mặc dù sức chứa chỉ khoảng 230 đến 400 trên các băng ghế trong Phòng Lãnh chúa, viện vẫn có 774 thành viên tích cực (cộng với 54 người không được quyền tham dự hoặc bỏ phiếu vì đã bị cấm bầu cử, bị đình chỉ hoặc cho phép nghỉ vắng mặt). Điều này làm cho Viện Quý tộc trở thành nghị viện lớn nhất trong bất kỳ Quốc hội thuộc nền dân chủ nào. Vào tháng 8 năm 2014, cựu Chủ tịch Hạ viện Betty Boothroyd đã yêu cầu "các quý tộc lớn tuổi nên nghỉ hưu một cách duyên dáng" để giảm bớt tình trạng quá tải trong Viện Quý tộc. Bà cũng chỉ trích các thủ tướng kế nhiệm vì đã lấp đầy phòng thứ hai bằng "lobby fodder" nhằm giúp các chính sách của họ trở thành luật. Bà ấy đưa ra nhận xét của mình vài ngày trước khi một nhóm quý tộc mới chuẩn bị được thành lập và vài tháng sau khi Đạo luật Cải cách Viện Quý tộc 2014 được thông qua, cho phép những quý tộc trọn đời nghỉ hưu hoặc từ chức khỏi Viện Quý tộc, điều mà trước đây chỉ có thể thực hiện được dành cho các Quý tộc cha truyền con nối và giám mục.
Vào tháng 8 năm 2015, khi có thêm 45 quý tộc được thành lập trong Giải thể danh dự, tổng số thành viên đủ điều kiện của các Lãnh chúa Nghị viện đã tăng lên 826. Trong một báo cáo có tựa đề "Quy mô có quan trọng không?" BBC cho biết: "Đúng vậy. Các nhà phê bình cho rằng Viện Quý tộc là cơ quan lập pháp lớn thứ hai sau Đại hội Đại biểu Nhân dân Toàn quốc Trung Quốc và lấn át thượng viện ở các nền dân chủ lưỡng viện khác như Hoa Kỳ (100 thượng nghị sĩ), Pháp (348 thượng nghị sĩ), Úc (76 thượng nghị sĩ), Canada (105 thượng nghị sĩ được bổ nhiệm) và Ấn Độ (250 thành viên), các Thượng nghị sĩ cũng lớn hơn Hội đồng Nhân dân Tối cao của Bắc Triều Tiên (687 thành viên)… Các Lãnh chúa phàn nàn rằng không có đủ chỗ để chứa tất cả trong cùng một Phòng, nơi chỉ có khoảng 400 ghế, và nói rằng họ liên tục chen lấn để giành chỗ - đặc biệt là trong các cuộc họp cấp cao", nhưng nói thêm, "Mặt khác, những người bảo vệ Thượng viện nói rằng cơ quan này thực hiện một công việc quan trọng là xem xét kỹ lưỡng luật pháp, phần lớn trong số đó đã được đưa ra từ Hạ viện trong những năm gần đây".
Vào cuối năm 2016, một ủy ban của Chủ tịch Viện Quý tộc đã được thành lập để kiểm tra vấn đề quá đông đúc, với lo ngại số lượng thành viên có thể tăng lên trên 1.000 và vào tháng 10 năm 2017, ủy ban đã trình bày những phát hiện của mình. Vào tháng 12 năm 2017, các Lãnh chúa đã tranh luận và thông qua rộng rãi báo cáo của mình, trong đó đề xuất giới hạn số thành viên là 600 thành viên, với giới hạn nhiệm kỳ 15 năm đối với các đồng nghiệp mới và giới hạn "hai ra, một vào" đối với các cuộc hẹn mới. Đến tháng 10 năm 2018, ủy ban của Chủ tịch Thượng viện khen ngợi việc giảm số lượng thành viên, lưu ý rằng tỷ lệ rời đi đã lớn hơn dự kiến, với việc Ủy ban Lựa chọn các vấn đề Hiến pháp và Hành chính Công của Hạ viện phê duyệt tiến độ đạt được mà không cần luật pháp.
Đến tháng 4 năm 2019, với việc gần một trăm đồng nghiệp nghỉ hưu kể từ khi Đạo luật Cải cách Viện Quý tộc 2014 được thông qua, số lượng quý tộc tích cực đã giảm xuống tổng số 782, trong đó 665 người là quý tộc trọn đời. Tuy nhiên, tổng số này vẫn lớn hơn số thành viên của 669 quý tộc vào tháng 3 năm 2000, sau khi thực hiện Đạo luật Viện Quý tộc 1999 đã loại bỏ phần lớn các quý tộc cha truyền con nối khỏi ghế của họ; con số này cao hơn nhiều so với giới hạn 600 thành viên được đề xuất và vẫn lớn hơn 650 thành viên của Hạ viện.